# Killerball
Killerball (engelskt ord för "mördarboll"), även killerboll, är en bollek som utövas bland annat under idrottslektionerna i skolor. Killerball påminner till viss del om spökboll. Tydliga skillnader är att man inte har lag eller uppdelad spelplan i killerball.

## Grundregler
Killerball inleds med ett uppkast med en (mjuk) boll. Den som fångar bollen ska med ett kast försöka pricka en annan deltagare. Den som träffas blir mördad i leken och måste vänta utanför spelplanen tills "mördaren" blivit "mördad". Då byter de båda deltagarna plats med varandra. Sedan ska kvarvarande deltagare på spelplanen försöka fånga bollen och så fortgår det.
Oftast spelas spelet med 1–3 bollar. Vinner gör den som "mördat" alla andra deltagare. Spelas det på tid vinner den som "mördat" flest personer när tiden är ute.

## Detaljregler
Det finns ibland olika varianter av detaljregler. Det viktiga är att deltagarna är överens om vilka som ska gälla.
Den som håller i bollen måste stå still tills bollen kastats.
En deltagare kan också fånga lyra på kastad boll så att kastaren blir "mördad", vilket medför att det lönar sig att vara offensiv vid attackerat läge.
Antingen kan man spela med att deltagarna får ta bollen så länge den är på marken eller i luften, alternativt endast när den studsat mot vägg/golv (med undantag för deltagaren som får bollen kastad mot sig).
Antingen kan alla typer av träffar räknas som mord, eller endast en direktträff (det vill säga om bollen träffar kroppen utan att studsa före träffen).
Normalt gills inte träff mot huvudet eller händerna.

## Varianter
Det finns en variant av leken där man, istället för att kasta, slår bollen med handen på golvet.